# جيف هال (لاعب كريكت)
جيف هال (1 يونيو 1941 في المملكة المتحدة - 2 نوفمبر 2009 في المملكة المتحدة) (بالإنجليزية: Geoff Hall)‏ هو لاعب كريكت بريطاني. لعب مع نادي مقاطعة سومرست للكريكت ‏.